# Tenaga rhenania

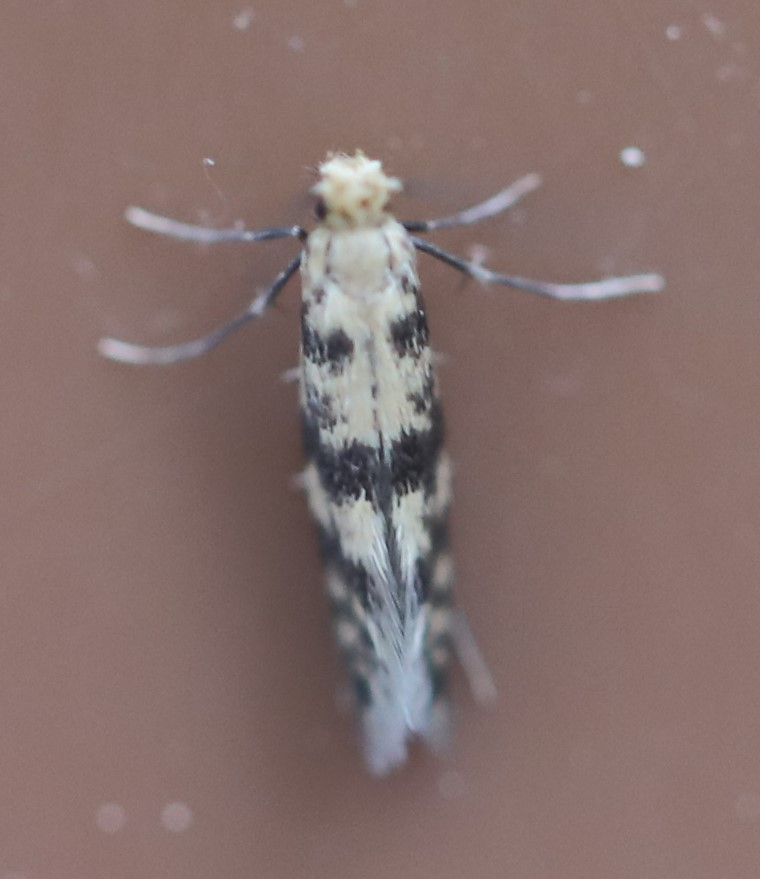
Tenaga rhenania, Dorsalansicht

Tenaga rhenania ist ein Schmetterling aus der Familie der Echten Motten (Tineidae). Die Art wurde von Günther Petersen (1924–2012) im Jahr 1962 als Lichenovora rhenania erstbeschrieben. Das lateinische Art-Epitheton rhenania weist auf die Typuslokalität, das Rheinland, hin. Eine verwandte Art zu Tenaga rhenania ist die in Südeuropa verbreitete Art Tenaga nigripunctella.

## Merkmale
Tenaga rhenania gehört mit einer Flügelspannweite von etwa 10 Millimetern zu den kleineren Faltern. Die Schmetterlinge besitzen eine hellbeige-farbene Grundfärbung. Die Fühler sind auffallend lang. Die Vorderflügel weisen drei breite dunkle Querbinden auf. In der Submarginalregion befinden sich drei weitere schmälere dunkle Querbänder. Die Hinterflügel sind ohne Musterung.

## Vorkommen
Das Verbreitungsgebiet von Tenaga rhenania erstreckt sich von Deutschland aus nach Süden und Südosten. Nachweise gibt es aus Österreich, der Schweiz, Tschechien, Spanien, Italien, Kroatien, Rumänien und Moldawien sowie von den Mittelmeerinseln Korfu, Sardinien, Korsika und den Balearen.

## Lebensweise
Die Art ist noch wenig erforscht. Man vermutet, dass sich die Raupen in den Bauen von Kleinsäugern entwickeln. Da die Falter sowohl in Weinbergen als auch in anderen Habitaten angetroffen werden, wo Eidechsen leben, wäre auch hier ein Zusammenhang denkbar. Die dämmerungsaktiven Falter beobachtet man von Juni bis September.